# LEGO Pneumatic

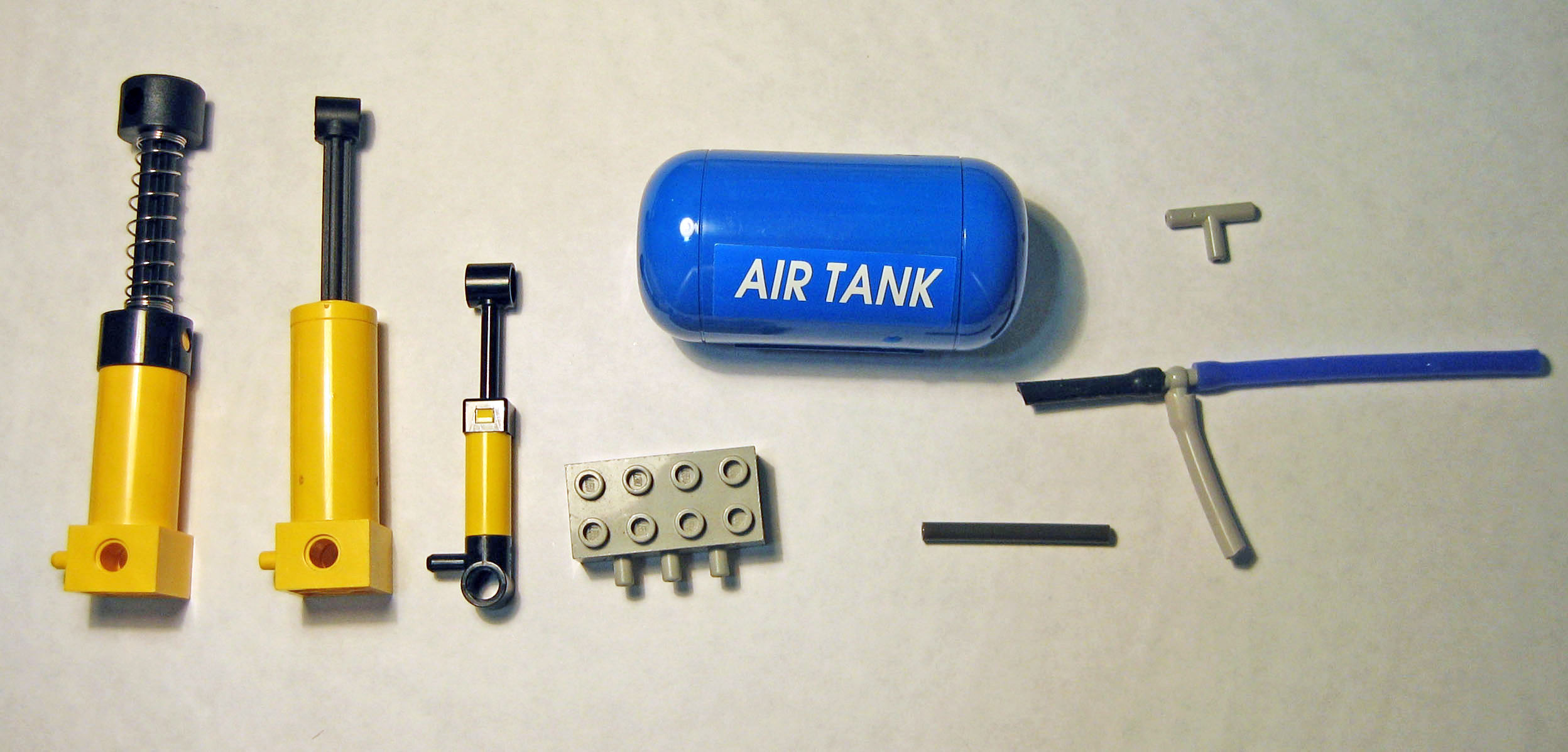
Pneumatische onderdelen van Lego

LEGO pneumatic is een onderdeel van LEGO Technic. De pneumatische onderdelen zijn goed te gebruiken in plaatsen waar het moeilijk is om de draaicilinders te gebruiken. Ook zijn de pneumatische cilinders sterker dan de draaicilinders.
Het systeem bestaat uit een cilinder met een veer om lucht onder druk te brengen, slangetjes om de perslucht te transporteren, verdeelblokken om de perslucht te sturen naar een bepaalde uitgang en werkcilinders waarmee druk uitgeoefend wordt op een object.
Zo kunnen bijvoorbeeld autodeuren open worden gedaan door op een pompje te drukken, of kan een takel met behulp van pneumatiek takelen. Vooral de grotere graafmachines zijn goed te besturen met behulp van het pneumatisch-systeem.

## Perscilinder
Er zijn drie typen perscilinders,
- Het oude type 1 perscilinder met veer, 48 mm lang.
- Het nieuwe type 2 perscilinder met veer.
- De nieuwe kleine pers- en werkcilinder met twee uitgangen zonder veer voor gebruik in bijvoorbeeld elektrisch aangedreven compressoren.
- De nieuwste serie, pneumatic system V2, een perscilinder zonder veer, maar met een kleinere aansluiting, waardoor de slangen makkelijker bevestigd kunnen worden.

## Werkcilinder

### 1e systeem
In het oude systeem (van 1984 tot 1988) had elke cilinder een aansluiting, het uitschuiven van de zuiger gebeurde onder een positieve druk, het inschuiven onder een negatieve druk. Het nadeel van dit systeem is dat de negatieve druk vrij klein is waardoor de cilinder weinig trekkracht kan leveren. Deze cilinders hebben een lengte van 48 (4 LEGO-lengte-eenheden) en 64 mm (6 eenheden).

### 2e systeem
In het nieuwe systeem (vanaf 1989) heeft elke cilinder twee aansluitingen, een voor elke richting van de zuiger. De cilinders hebben een lengte van 48 mm. De cilinder kan net als de eerste versie nog op LEGO noppen bevestigd worden.

### 3e systeem
Hierbij kunnen de cilinders niet meer op LEGO noppen bevestigd worden, maar kan de  cilinder alleen nog maar door een as/pin vastgehouden worden.

### 4e systeem
Na enkele jaren zonder sets die pneumatische onderdelen bevatten heeft LEGO in 2015 de pneumatische onderdelen geherintroduceerd onder de naam 'Pneumatic System V2'. Dit nieuwe systeem is in veel opzichten beter dan de voorgaande systemen, zo is het aansluiten van slangen op de verschillende onderdelen makkelijker doordat de nippels veranderd zijn t.o.v. de vorige systemen. Ook zijn er nieuwe onderdelen bijgekomen, zo zijn er nu een tweetal langere cilinders. Tot 2021 zijn er 4 sets geweest met het nieuwe pneumatische systeem waarbij in de meeste sets nieuwe onderdelen zijn geïntroduceerd.

## Verdeelblok
Het verdeelblok heeft een ingang voor de perslucht en twee uitgangen. De uitgangen worden aangesloten op de beide aansluitingen van de werkcilinder.

## Eenrichtingsblok
In het oude systeem werd een eenrichtingsblok gebruikt om de werkcilinder te voorzien van positieve of negatieve druk. Het blok heeft 3 aansluitingen, links en rechts voor stroming in een richting, de middelste voor stroming in twee richtingen. Met het verdeelblok kon dan gekozen worden om onder- of overdruk naar de werkcilinder te voeren.

## Slangen
Dunne, flexibele, kunststof slangetjes vormen de verbinding tussen de verschillende onderdelen. De slangen in de sets komen vaak in de kleuren blauw, zwart en lichtgrijs. De blauwe slangen worden meestal gebruikt tussen de pomp en het verdeelblok, de grijze om de cilinders uit te laten schuiven en de zwarte laten de cilinders inschuiven. De slangen worden op maat geleverd.

## T-stukken
Om een slang van een aftakking te voorzien kan een T-stuk toegepast worden.

## Verlengstukken
Om 2 slangen aan elkaar te koppelen zijn er verlengstukken, hier kan aan 2 kanten een slang bevestigd worden. Ook kan dit verlengstuk aan een as bevestigd worden.

## Buffertanks
Om perslucht op te slaan kan een buffertank in het systeem ingebouwd worden. Hiervoor is maar 1 onderdeel geweest dat geproduceerd is tussen 1997 en 2008. Er zijn niet veel sets waarin een buffertank aanwezig was, maar er waren aanvullende sets te koop waarin een tank zat. Doordat de tanks nu al geruime tijd niet meer geproduceerd worden, hebben de tanks een relatief hoge waarde wanneer deze nu verkocht worden.